# Grand Prix Itálie 2010
Grand Prix Itálie 2010 (LXXXI Gran Premio Santander d'Italia), 13. závod 61. ročníku mistrovství světa jezdců Formule 1 a 52. ročníku poháru konstruktérů, historicky již 834. grand prix, se již tradičně odehrála na okruhu v Monze.

## Výsledky

### Kvalifikace
| Pořadí | Číslo | Jezdec             | Tým                  | 1. část  | 2. část  | 3. část  | Start |
| ------ | ----- | ------------------ | -------------------- | -------- | -------- | -------- | ----- |
| 1      | 8     | Fernando Alonso    | Ferrari              | 1:22.646 | 1:22.297 | 1:21.962 | 1     |
| 2      | 1     | Jenson Button      | McLaren-Mercedes     | 1:23.085 | 1:22.354 | 1:22.084 | 2     |
| 3      | 7     | Felipe Massa       | Ferrari              | 1:22.421 | 1:22.610 | 1:22.293 | 3     |
| 4      | 6     | Mark Webber        | Red Bull-Renault     | 1:23.431 | 1:22.706 | 1:22.433 | 4     |
| 5      | 2     | Lewis Hamilton     | McLaren-Mercedes     | 1:22.830 | 1:22.394 | 1:22.623 | 5     |
| 6      | 5     | Sebastian Vettel   | Red Bull-Renault     | 1:23.235 | 1:22.701 | 1:22.675 | 6     |
| 7      | 4     | Nico Rosberg       | Mercedes             | 1:23.529 | 1:23.055 | 1:23.027 | 7     |
| 8      | 10    | Nico Hülkenberg    | Williams-Cosworth    | 1:23.516 | 1:22.989 | 1:23.037 | 8     |
| 9      | 11    | Robert Kubica      | Renault              | 1:23.234 | 1:22.880 | 1:23.039 | 9     |
| 10     | 9     | Rubens Barrichello | Williams-Cosworth    | 1:23.695 | 1:23.142 | 1:23.328 | 10    |
| 11     | 14    | Adrian Sutil       | Force India-Mercedes | 1:23.493 | 1:23.199 |          | 11    |
| 12     | 3     | Michael Schumacher | Mercedes             | 1:23.840 | 1:23.388 |          | 12    |
| 13     | 23    | Kamui Kobajaši     | BMW Sauber-Ferrari   | 1:24.273 | 1:23.659 |          | 13    |
| 14     | 16    | Sébastien Buemi    | Toro Rosso-Ferrari   | 1:23.744 | 1:23.681 |          | 14    |
| 15     | 12    | Vitalij Petrov     | Renault              | 1:24.086 | 1:23.819 |          | 20    |
| 16     | 17    | Jaime Alguersuari  | Toro Rosso-Ferrari   | 1:24.083 | 1:23.919 |          | 15    |
| 17     | 22    | Pedro de la Rosa   | BMW Sauber-Ferrari   | 1:24.442 | 1:24.044 |          | 16    |
| 18     | 18    | Jarno Trulli       | Lotus-Cosworth       | 1:25.540 |          |          | 17    |
| 19     | 19    | Heikki Kovalainen  | Lotus-Cosworth       | 1:25.742 |          |          | 18    |
| 20     | 15    | Vitantonio Liuzzi  | Force India-Mercedes | 1:25.774 |          |          | 19    |
| 21     | 24    | Timo Glock         | Virgin-Cosworth      | 1:25.934 |          |          | 24    |
| 22     | 25    | Lucas di Grassi    | Virgin-Cosworth      | 1:25.974 |          |          | 21    |
| 23     | 21    | Bruno Senna        | HRT-Cosworth         | 1:26.847 |          |          | 22    |
| 24     | 20    | Sakon Jamamoto     | HRT-Cosworth         | 1:27.020 |          |          | 23    |

### Závod
| Pořadí | Číslo | Jezdec             | Tým                  | Kola | Čas/odstoupení | Start | Body |
| ------ | ----- | ------------------ | -------------------- | ---- | -------------- | ----- | ---- |
| 1      | 8     | Fernando Alonso    | Ferrari              | 53   | 1:16:24.572    | 1     | 25   |
| 2      | 1     | Jenson Button      | McLaren-Mercedes     | 53   | +2.938         | 2     | 18   |
| 3      | 7     | Felipe Massa       | Ferrari              | 53   | +4.223         | 3     | 15   |
| 4      | 5     | Sebastian Vettel   | Red Bull-Renault     | 53   | +28.196        | 6     | 12   |
| 5      | 4     | Nico Rosberg       | Mercedes             | 53   | +29.942        | 7     | 10   |
| 6      | 6     | Mark Webber        | Red Bull-Renault     | 53   | +31.276        | 4     | 8    |
| 7      | 10    | Nico Hülkenberg    | Williams-Cosworth    | 53   | +32.812        | 8     | 6    |
| 8      | 11    | Robert Kubica      | Renault              | 53   | +34.028        | 9     | 4    |
| 9      | 3     | Michael Schumacher | Mercedes             | 53   | +44.948        | 12    | 2    |
| 10     | 9     | Rubens Barrichello | Williams-Cosworth    | 53   | +1:04.213      | 10    | 1    |
| 11     | 16    | Sébastien Buemi    | Toro Rosso-Ferrari   | 53   | +1:05.056      | 14    |      |
| 12     | 15    | Vitantonio Liuzzi  | Force India-Mercedes | 53   | +1:06.106      | 19    |      |
| 13     | 12    | Vitalij Petrov     | Renault              | 53   | +1:18.919      | 20    |      |
| 14     | 22    | Pedro de la Rosa   | BMW Sauber-Ferrari   | 52   | +1 kolo        | 16    |      |
| 15     | 17    | Jaime Alguersuari  | Toro Rosso-Ferrari   | 52   | +1 kolo        | 15    |      |
| 16     | 14    | Adrian Sutil       | Force India-Mercedes | 52   | +1 kolo        | 11    |      |
| 17     | 24    | Timo Glock         | Virgin-Cosworth      | 51   | +2 kola        | 24    |      |
| 18     | 19    | Heikki Kovalainen  | Lotus-Cosworth       | 51   | +2 kola        | 18    |      |
| 19     | 20    | Sakon Jamamoto     | HRT-Cosworth         | 51   | +2 kola        | 23    |      |
| 20     | 25    | Lucas di Grassi    | Virgin-Cosworth      | 50   | Zavěšení       | 21    |      |
| Ret    | 18    | Jarno Trulli       | Lotus-Cosworth       | 46   | Převodovka     | 17    |      |
| Ret    | 21    | Bruno Senna        | HRT-Cosworth         | 11   | Hydraulika     | 22    |      |
| Ret    | 2     | Lewis Hamilton     | McLaren-Mercedes     | 0    | Kolize         | 5     |      |
| Ret    | 23    | Kamui Kobajaši     | BMW Sauber-Ferrari   | 0    | Převodovka     | 13    |      |

## Průběžné pořadí šampionátu
Pohár jezdců
| Pořadí | Jezdec           | Body |
| ------ | ---------------- | ---- |
| 1      | Mark Webber      | 187  |
| 2      | Lewis Hamilton   | 182  |
| 3      | Fernando Alonso  | 166  |
| 4      | Jenson Button    | 165  |
| 5      | Sebastian Vettel | 163  |

Pohár konstruktérů
| Pořadí | Tým              | Body |
| ------ | ---------------- | ---- |
| 1      | Red Bull-Renault | 350  |
| 2      | McLaren-Mercedes | 347  |
| 3      | Ferrari          | 290  |
| 4      | Mercedes         | 158  |
| 5      | Renault          | 127  |